# Bertrando d'Orenga
Bertrando d'Orenga (... – Cittadella, 1º marzo 1220) fu un pellegrino tedesco, noto come Beato Bertrando di Fontaniva. È venerato come santo patrono della città di Fontaniva e viene festeggiato localmente il 1º marzo.

## Biografia
Secondo il racconto agiografico, Bertrando sarebbe nato nella seconda metà del XII secolo, dall'antica e nobile famiglia Orenga, una della più nobili della Cristianità (anche se non esistono notizie storiche in merito a questa famiglia). È probabilmente nato in Pomerania, regione dell'alta Germania orientale. Nulla è stato tramandato circa come Bertrando abbia trascorso la sua infanzia e giovinezza.
Trasportato dallo spirito cavalleresco dei tempi, un giorno, sotto l'ispirazione di Dio, avrebbe rinunciato a tutti i suoi beni e, vestendo abiti da pellegrino, avrebbe lasciato il suo castello per intraprendere un lungo viaggio, per dar prova della sua carità verso il prossimo.
La meta prefissata da Bertrando era Roma, la città eterna; ma, mentre era in viaggio, fu accolto dai valvassori di Fontaniva. In quel tempo erano feudatari del luogo Baldo de Carini e tre suoi fratelli. Trascorso un breve periodo presso la loro abitazione, il pellegrino riprese il suo cammino, ma arrivato alla Pieve di San Donato, nei pressi di Cittadella, vicino a Fontaniva, avvertì un malore e allora si sedette sul sagrato di una chiesa sopra un sasso e ordinò al fanciullo che l'accompagnava di cercare un sacerdote; fortuna avrebbe voluto che passasse di là un abate, zio dei valvassori di Fontaniva; il fanciullo lo supplicò di recarsi presso il pellegrino per accoglierne la confessione.
Bertrando sarebbe morto il 1º marzo del (presumibilmente) 1220.